# 스파클 (브랜드)
스파클은 1983년 출발해 오늘에 이르기까지 국내 먹는 샘물을 대표하는 브랜드 중에 하나로 성장하여 왔다. 2008년에는 '먹는샘물품질평가위원회'로부터 품질인증서를 획득하였다.
현재 4개 수원지별로 주식회사 대정(천안 대정리), 주식회사 삼정샘물(울주 구량리), 주식회사 대산SM(공주 대산리), 포천샘물주식회사(포천 일동면)에서 생산하여 주식회사 스파클에서 판매하고 있다. 2008년에 '먹는샘물품질평가위원회'에서 품질인증서를 획득하였으며, ISO22000 인증서를 획득하였다. 2013년에는 제품 라벨 디자인을 새롭게 리뉴얼하였다.
수원지는 충청남도 천안시 동남구 성남면 대정리와 울산광역시 울주군 두서면 구량리, 그리고 충청남도 공주시 정안면 대산리와 경기도 포천시 일동면 금강로의  네 곳이다. 충남 수원지와 경기 포천의 생산품은 주로 수도권과 중부지방에, 울주군 생산품은 주로 남부지방에 공급된다.
먹는샘물 외에도 탄산음료를 출시하고 있는데 80년대 당시에는 오란씨, 써니텐에 이어 점유율을 제법 차지하던 메이저 음료였다. 요즘은 온라인 판매가 매출의 70%이상으로 소셜커머스 및 온라인 몰에서 주로 판매하고 있다. 특히 온라인 주문 후 배송은 자체 대리점 배송망인 400여개의 대리점으로 전국 배송 서비스를 하고 있어 소비자들의 사랑을 받고있다.
또 특이하게도 쌀을 판매하고 있는데 스파클 2L짜리 패트병에 물 대신 1.8Kg 쌀을 가득 담은 형태의 스파클 신선미를 팔고있다. 
스파클몰을 통해 근처 대리점에서 330ml, 500ml, 2L 제품을 배송받을 수 있는데, 오픈마켓에서 주문하는 여느 생수브랜드와 가격이 별로 차이나는 건 아니지만, 한달에 한번 정도 이벤트로 일정 금액 이상 구매시 500ml 20병 팩을 덤으로주거나 2L 24병을 9,990원으로 할인하는데 이럴 때만 노려서 사면 상당히 가성비 좋은 생수. 택배 물류센터 노동자들과 택배 기사들의 부담을 덜어줄 수 있다는 장점이 있다.
일정 수량 이상 구매시 이미 마신 페트병을 반납할 경우(2L 15병, 소형 40병 이상) 2L 들이 생수를 1병 더 주는 이벤트를 하고 있다.
2018년에는 신선미라는 페트병 쌀(1.8kg) 제품이 출시되어 2L 생수와 패키지로 구매할 수도 있게 되었다.

## 브랜드 평판
(2022년 1월17일 브랜드평판은 삼다수에 이어 2위이다)(생수 브랜드평판 2022년 1월 빅데이터 분석결과, 1위 삼다수 2위 스파클생수 3위 백산수 순으로 분석됐다. 출처 : 금강일보(http://www.ggilbo.com)
- 칼슘
- 칼륨(K) 1.2~3.5
- 나트륨(Na) 1.8~12.6
- 마그네슘
- 불소

## 용량
- 0.5L
- 0.33L
- 2.0L
- 14.1L
- 15L
- 15.4L
- 18.9L

## 자매품
- 스파클 토닉워터
- 울릉 미네워터 해양심층수
- 스파클 스파클링
- 스파클 신선미